# Vækstplanen
Vækstplanen er Sonja Halds debutalbum, udgivet på A:larm Music den 16. marts 2015. Det modtog gode anmeldelser i Politiken, Soundvenue og Gaffa.

## Spor
| #   | Titel                 | Længde |
| --- | --------------------- | ------ |
| 1.  | "Vækstplanen"         | 3:46   |
| 2.  | "Du Ka Dø Af Det Der" | 3:32   |
| 3.  | "Jeg Vil Hjem Igen!"  | 3:02   |
| 4.  | "Dit Århundrede"      | 3:21   |
| 5.  | "Sø- & Handelsretten" | 3:25   |
| 6.  | "Bøgetræet"           | 3:06   |
| 7.  | "Dysplasi"            | 3:38   |
| 8.  | "Mariager Fjord"      | 3:45   |
| 9.  | "Pipfugl"             | 3:16   |
| 10. | "Uanset Navn"         | 3:16   |
| 11. | "Line Kolding"        | 3:17   |
| 12. | "Fuglefænger"         | 3:40   |